# داء خفيات الأبواغ
داء خفيات الأبواغ، المعروف أيضا كريبتو، من الأمراض الطفيلية الناجمة عن كريبتوسبوريديوم، وهي عباره عن الطفيليات في شعبة أبيكومبليكسا. يؤثر على أمعاء الثدييات، وهو عادة مايكون أصابة حادة قصيرة الأجل. ينتشر عن طريق الفم، غالباً عن طريق المياه الملوثة؛ الأعراض الرئيسية الإسهال لدى الأشخاص جهازهم المناعي سليم. أما الأشخاص ذوي المناعة المنخفضة، مثل مرضى الإيدز، تكون الأعراض حادة بوجه خاص وكثيراً ما تكون قاتلة. العلاج يعتمد على الاعراض، مع إعطاء السوائل وإدارة أي ألم. وعلى الرغم من أنه لم يتم التعرف على هذا المرض حتى عام 1976، إلا أنه أحد الأمراض الشاى عة التي تنقلها المياه حيث يوجد في جميع أنحاء العالم.

## التاريخ
وتم وصف الكائن أول مره في عام 1907 من قبل تيزير، الذي تعرف عليه ويعتبر من الاكريات.

## الخصائص العامة لخفية الأبواغ
خفية الأبواغ هو طفيل وحيد الخلية وهو العامل المسبّب للمرض من شعبة «الأبيكومبليكسا» ويسبب مرض إساهلي يسمى داء خفيات الأبواغ. وتشمل الأنواع الأخرى من هذه الشعبة المسببة للأمراض أبيكومبليكسان طفيل الملاريا  المتصورة، والتوكسوبلاسما الذي يسبب العامل المسبّب داء المقوسات. بخلاف بلاسموديوم، الذي ينقل عن طريق البعوض فإن داء خفيات الأبواغ لا ينتقل عبر البعوض ناقل للمرض وقادر على إكمال دورة حياته داخل مضيف واحد، ومع ذلك، تظهر الدراسات أن الذباب قد تكون لهم علاقة بانتقال المرض من الإنسان والحيوان .

## العلامات والأعراض
قد يحدث داء خفيات الأبواغ على شكل عدوى لا عرضية أو عدوى حادة (أي مدتها أقصر من أسبوعين)، أو عدوى حادة متكررة تظهر الأعراض فيها مرة أخرى بعد فترة قصيرة من الشفاء تصل إلى 30 يومًا، أو بشكل عدوى مزمنة (أي مدتها أطول من أسبوعين) تكون فيها الأعراض شديدة ومستمرة.
قد يكون هذا المرض قاتلًا عند الأفراد المصابين بضعف في جهاز المناعة. تظهر الأعراض عادة بعد 5-10 أيام من العدوى (بمجال يتراوح بين 2 و 28 يومًا) وعادة ما تستمر مدةً تصل إلى أسبوعين عند الأفراد المؤهلين مناعيًا، تكون الأعراض عادةً أكثر شدة وتستمر فترةً أطول عند الأفراد المضعفين مناعيًا. يمكن أن تتكرر الأعراض بعد زوال الإسهال بعد عدة أيام أو أسابيع بسبب تجدد العدوى. يرتفع احتمال تجدد العدوى عند البالغين المضعفين مناعيًا، وينخفض في أولئك الذين يملكون جهازًا مناعيًا سليمًا. 
في الأفراد المؤهلين مناعيًا، يتوضع داء خفيات الأبواغ أولًا في الجزء القاصي من الأمعاء الدقيقة، وأحيانًا في السبيل التنفسي أيضًا. قد ينتشر داء خفيات الأبواغ في المضعفين مناعيًا إلى أعضاء أخرى بما في ذلك الجهاز الكبدي الصفراوي والبنكرياس والقناة الهضمية العلوية والمثانة. يمكن أن تنطوي عدوى البنكرياس والقناة الصفراوية على التهاب المرارة اللاحصوي والتهاب الأوعية الصفراوية المصلب أو التضيق الحليمي أو التهاب البنكرياس. 

### داء خفيات الأبواغ المعوي
تتضمن العلامات والأعراض الشائعة لداء خفيات الأبواغ المعوي ما يلي:
- إسهال مائي معتدل إلى شديد، يحتوي أحيانًا على المخاط ونادرًا ما يحتوي على دم أو كريات بيض.
- في الحالات الشديدة جدًا، قد يكون الإسهال غزيرًا ويشبه إسهال الكوليرا مع سوء امتصاص ونقص حجم الدم.
- حمى منخفضة الدرجة.
- ألم بطني ماعص.
- تجفاف.
- فقدان الوزن.
- إعياء.
- غثيان وقيء – يشيران إلى إصابة القناة الهضمية العلوية وقد يؤديان إلى داء خفيات الأبواغ التنفسي.
- مضض في المنطقة فوق معدية أو الربع العلوي الأيمن من البطن.

تتضمن العلامات والأعراض الأقل شيوعًا أو النادرة ما يلي:
- التهاب مفاصل ارتكاسي (قد يصيب اليدين والركبتين والكاحلين والقدمين).
- يرقان – يقترح حدوث إصابة كبدية صفراوية.
- استسقاء بطني – يقترح إصابة البنكرياس.

### داء خفيات الأبواغ التنفسي
تتضمن أعراض داء خفيات الأبواغ التنفسي العلوي:
- التهاب الغشاء المخاطي للأنف أو الجيوب الأنفية أو الحنجرة أو القصبة الهوائية.
- سيلان الأنف.
- تغير الصوت (على سبيل المثال، بحة الصوت).

تتضمن أعراض داء خفيات الأبواغ التنفسي السفلي:
- السعال.
- ضيق النفس.
- حمى.
- نقص تأكسج الدم.

## العامل المسبب
خفيات الأبواغ هي جنس من الأوالي المسببة للمرض تندرج تحت شعبة معقدات القمة. تتضمن الكائنات معقدات القمة الأخرى طفيليات الملاريا، المتصورة والمقوسة الغوندية (العامل المسبب لداء المقوسات). يصيب عدد من خفيات الأبواغ الحيوانات الثدية. العامل المسبب الرئيسي للمرض عند البشر هو خفيات الأبواغ الصغيرة وخفيات الأبواغ البشرية (دعيت سابقًا خفيات الأبواغ الصغيرة من النمط الوراثي 1). يمكن أيضًا لكل من خفيات الأبواغ الكلبية وخفيات الأبواغ القطية وخفيات الأبواغ الرومية وخفيات الأبواغ الفأرية أن تسبب مرضًا في البشر. 
تستطيع خفيات الأبواغ إتمام دورة حياتها في مضيف وحيد معطية مراحل كيسية مجهرية تُطرح في البراز، وتكون قادرةً على الانتقال إلى مضيف جديد عبر الطريق البرازي الفموي. يوجد وسائط أخرى أيضًا لانتقال المرض.
يتوافق نمط دورة حياة خفيات الأبواغ مع نمط أجناس الأكريات المتجانسة المعوية الأخرى من تحت رتبة الإيميرينا (التي تعود إلى البوغيات التي تعود بدورها إلى الأوالي الحيوانية): تتطور العرسية المكروية وسليفة العرسية الكبروية بشكل مستقل، توَلّد العرسية المكروية أعراسًا ذكرية كثيرة وكيسات بيضية تساعد بدورها على انتشار الطفيليات في البيئة. أظهرت الدراسات المجهرية الإلكترونية التي أُجريت في سبعينات القرن العشرين التوضع داخل الخلوي –لكن خارج السيتوبلاسمي– لأنواع خفيات الأبواغ.
تمتلك هذه الأنواع عددًا من المميزات غير العادية:
- طور تطور داخلي في زغيبات سطح النسيج الطلائي (الظهاري).
- نمطان شكليان وظيفيان من الكيسات البيضية.
- العدد الأصغر من الأحياء البوغية في الكيسة البيضية الواحدة.
- عضية خلوية مغذية متعددة الأغشية.

تقترح الدراسات على الحمض النووي الريبوزي منقوص الأكسيجين (دي إن إيه) وجود علاقة مع الجريجارينات وليس مع الأكريات. لم يوافق بشكل نهائي على الموقع التصنيفي لهذه المجموعة بعد.
عُرف التسلسل الجينومي لخفيات الأبواغ الصغيرة عام 2004 ووجد أنها مختلفة عن حقيقيات النوى الأخرى، إذ يبدو أن المتقدرات فيها لا تحتوي على حمض نووي ريبوزي منقوص الأكسجين (دي إن إيه). تتوفر متتالية جينومية لنوع آخر مشابه جدًا هو خفيات الأبواغ البشرية. CryptoBD.com هو قاعدة بيانات تمولها معاهد الصحة الوطنية الأمريكية (إن آي إتش) تؤمن الوصول إلى مجموعات بيانات المجموع المورثي لخفيات الأبواغ. 

### الانتقال
تحدث العدوى عبر المواد الملوثة مثل الأرض والماء والطعام غير المطبوخ أو الملوث بشكل عارض والذي كان على تماس ببراز فرد أو حيوان مصاب بالعدوى. يصل العامل بعد ذلك إلى الفم ويُبتلع. ينتشر المرض بشكل خاص بين المماسين لأجسام الماء العذب بشكل منتظم بما في ذلك ماء الاستجمام كالمسابح. تتضمن المصادر المحتملة الأخرى إمدادات الماء غير المعالج بكفاءة أو الطعام الملوث أو التعرض للبراز. إن المقاومة العالية لكيسات خفيات الأبواغ البيضية تجاه المطهرات مثل الكلور المبيض تمكنها من النجاة لفترات طويلة مع بقائها معدية. 
حدثت بعض الفاشيات في مراكز الرعاية النهارية للأطفال نتيجة تغيير الحفاضات.
تمتلك المجموعات التالية خطرًا عاليًا للتعرض إلى خفيات الأبواغ:
- مقدمي رعاية الأطفال.
- أهل الأطفال المخموجين.
- الأشخاص الذين يعتنون بأشخاص آخرين مصابين بداء خفيات الأبواغ.
- المسافرون العالميون.
- المسافرون بحقائب على الظهر والمحركلون (مشاة الجبال) والمخيمون الذين يشربون الماء غير المرشح وغير المعالج.
- الأشخاص الذين يبتلعون الماء من المصادر الملوثة بما فيهم السباحين.
- الأشخاص الذين يتعاملون مع المواشي المخموجة.
- الأشخاص المعرضون لبراز البشر عبر الاتصال الجنسي.

قد تحدث حالات من داء خفيات الأبواغ حتى في المدن التي تمتلك إمدادات من الماء المطهر جيدًا. في مدينة تملك ماء نظيفًا قد تنشأ حالات داء خفيات الأبواغ من مصدر آخر. اختبار الماء إضافة للدراسة الوبائية ضروريان لتحديد مصادر أخماج محددة. تسبب خفيات الأبوغ مرضًا خطيرًا بشكل أكثر تواترًا عند المضعفين مناعيًا مقارنة مع الأفراد الأصحاء ظاهريًا. قد يمرض بعض الأطفال بشكل مزمن إضافة لبعض البالغين المعرضين من المضعفين مناعيًا. أحد المجموعات الفرعية من السكان المضعفين مناعيًا هم الأشخاص المصابون بمتلازمة عوز المناعة المكتسب. يمكن لبعض السلوكيات الجنسية أن تنقل الطفيلي بشكل مباشر. 

### دورة الحياة
تتواجد أنواع خفيات الأبواغ بشكل أنماط خلوية متعددة تتوافق مع المراحل المختلفة للعدوى (على سبيل المثال المرحلة الجنسية واللاجنسية). الكيسة البيضية هي نمط من الأبواغ القاسية ثخينة الجدار، تستطيع النجاة في البيئة لأشهر ومقاومة للعديد من المطهرات الشائعة، لا سيما تلك المعتمدة على الكلور. بعد ابتلاعها تتحرر الأحياء البوغية الموجودة داخل الكيسة البيضية إلى المعي الدقيق. ومن ثم تلتصق الأحياء البوغية المحررة إلى زغيبات خلايا النسيج الطلائي للمعي الدقيق. يُطلق عليها عند ذلك الأتاريف والتي تتكاثر لا جنسيًا عبر الانشطار المتعدد بعملية تدعى التكاثر الانشطاري. تتطور الأتاريف إلى المتقسمة من النمط الأول والتي تحتوي ثمانية خلايا بنات. 
تدعى هذه الخلايا البنات الأقسومات من النمط الأول والتي تحررت من المتقسمة. يمكن لبعض هذه الأقسومات أن تسبب عدوى ذاتية عبر الالتصاق بخلايا النسيج الطلائي. تصبح أقسومات أخرى متقسمات من النمط الثاني تحتوي بدورها على أربع أقسومات من النمط الثاني.  تتحرر هذه الأقسومات وتلتصق بخلايا النسيج الطلائي. تصبح عند ذلك إما عرسيات مكروية أو سليفات العرسية الكبروية. وهي الأشكال الأنثوية والذكرية على التتالي. تدعى هذه المرحلة التي تنشأ فيها الأشكال الجنسية تكون العرسيات. 